# Краснокомиссаровка
Краснокомисса́ровка — хутор в Тацинском районе Ростовской области. Входит в состав Верхнеобливского сельского поселения.

## География
Расположен на севере района, на правом берегу реки Гнилая (приток Быстрой) в 35 км от станицы Тацинская. Рядом находятся хутора Лесной и Калмыков.

## Население
| 2010 |
| ---- |
| 62   |